# Salto Saudades
Salto Saudades é uma queda de água localizada no município de Quilombo, muitas vezes comparada com as cataratas do Iguaçu em miniatura.
Atração turística da cidade de Quilombo, Salto Saudades está localizada a 20 quilômetros do centro da cidade, e é composta por várias quedas de água formadas ao longo dos anos no rio Chapecó, que caem sobre rochas lisas e escuras, em local ainda selvagem.